# エムエムピー
有限会社エムエムピー(以下、MMP社)は、1998年に田宮模型（現・タミヤ）の設計技師であった木谷真人によって設立されたミニカー及びプラモデルの製造メーカー。国内外のレーシングカーから公道を走る一般車までモデル化した。

## 概要
MMP社のミニカーはEBBRO（エブロ）というブランド名で展開されている。また、かつてドイツのミニカーブランド「プレミアムクラシックス」や、フランスのミニカーブランド「LUXCAR」の輸入代理店を務めていた。
エブロのミニカーには現行国産車を扱う「HOT!」シリーズ、国内外の懐かしいクルマを集めた「Oldies」シリーズ、国内外の過去から現代に至るまでのレーシングカーを集めた「Racing」シリーズ、そしてSUPER GTに参戦したレーシングカーをモデル化している「SUPER GT」シリーズの人気が高い。
これらでほとんどの国産自動車メーカーを網羅しており、特にホンダ車は製品化の割合が非常に高いが、その一方で三菱自動車の車種は一度も製品化されていない。また、ホンダやスバルなどの自動車メーカーがプロモーションおよび実車成約の記念品として採用していたこともある。
ミニカーのスケールは、通常1/43スケールで作られているほか、少し大き目サイズのシリーズである「プレミアムコレクション」シリーズ（1/24または1/12スケール、F1マシンは1/20スケール、オートバイは1/10スケール）がある。
ミニカーの材質および製法は、自社製品に限っては主に亜鉛ダイキャストであるが、一部シリーズの数量限定商品や他社製造のOEM商品はレジンキャストで作られている。
末期には1/18スケールと1/64スケールのシリーズも製品化されていた。
モータースポーツ活動支援にも非常に積極的であり、SUPER GT選手権の予選PP賞の提供や、GT500・GT300各チームへのスポンサード、2021年のSUPER GT/GT500クラスチャンピオンである関口雄飛のサポーターとしても知られている。また、元レーサー黒澤元治､琢弥､治樹､翼の黒澤家のレーサー一家および福山英朗へパーソナルスポンサーとして支援していた。